# Лаберія Гостілія Криспіна
Лаберія Гостілія Криспіна (*Laberia Hostilia Crispina, д/н —після 140) — давньоримська аристократка, матрона часів Римської імперії, бабця Брутії Криспіни.

## Життєпис
Походила із сенаторської родини Лаберіїв. Донька Манія Лаберія Максима, консула 89 та 103 років. Народилася, ймовірно, у Римі. Отримала гарну освіту. Внаслідок конфлікту її батька з імператором Траяном деякий час знаходилася поза світського життя. 
Втім, у 117 році новий імператор Адріан передав їй майно засланого батька. Тоді ж вона взяла шлюб з Гаєм Бруттієм Презентом. Завдяки чоловікові, який користувався пошаною імператора династії Антонінів, увійшла до імператорського кола. Згодом разом з родиною переїдить до Волцей (Луканія), де проводить багато часу. Подорожує південною Італією. Була відомою меценаткою, багато допомагала невеличким містам (є повідомлення щодо допомоги сабінському місту Требула Мутуска — її ім'я зустрічається, зокрема, на водопровідних трубах грандіозних міських терм, окрема дяка з боку жінок міста). 
Після смерті чоловіка у 140 році вдруге вийшла заміж, прізвище другого чоловіка невідоме. Стосовно подальшої доля Лаберії немає відомостей.

## Родина
- син Гай Бруттій Презент